# Distrito Norte (Sevilla)
Norte antiguamente llamado Distrito Macarena Norte es uno de los once distritos en que está dividida a efectos administrativos la ciudad de Sevilla, capital de la comunidad autónoma de Andalucía, en España. 
Está situado en el norte del municipio. Limita al sur con los distritos de Triana, Macarena y San Pablo-Santa Justa; al este con el distrito Este-Alcosa-Torreblanca; al norte, con los municipios de La Rinconada y La Algaba; y al oeste, con los municipios de Salteras y Santiponce.

## Barrios
- Barriada Pino Montano
- Consolación
- El Gordillo
- Las Almenas
- Pio XII
- San Jerónimo
- La Bachillera
- Los Carteros
- San Diego (Sevilla)
- Los Arcos
- Las Naciones-Parque Atlántico-Las Dalias
- San Matías
- Aeropuerto Viejo
- Valdezorras[1]

En este distrito también se encuentra el asentamiento chabolista de El Vacie